# FC Tokió
Az FC Tokió (japánul: FC東京, hepburn-átírásban: Efushī Tōkyō) egy japán labdarúgóklub, melynek székhelye a fővárosban Tokióban található. A klubot 1933-ban alapították Tokió GAS SC néven és a J. League Division 1-ben szerepel.
Hazai mérkőzéseinek a Adzsinomoto Stadion ad otthont, amely 50 010 néző befogadására képes. A klub hivatalos színei a vörös és a kék. 

## Sikerlista
Tokió GAS SC néven
- Japán másodosztályú bajnok (1): 1998

FC Tokió néven
- Japán másodosztályú bajnok (1): 2011

## Ismert játékosok
- Moniva Terujuki
- Doi Jóicsi
- Konno Jaszujuki
- Nagatomo Júto
- Gonda Súicsi
- Morisige Maszato
- Isikava Naohiro
- Tokunaga Júhei
- Kadzsijama Jóhei
- Muroja Szei
- Nakadzsima Sója